# Шарль Сеньобос
Шарль Сеньобос (фр. Charles Seignobos) (10 вересня 1854, Ламастр - 24 квітня 1942, Плубазланек) — французький історик, професор, викладав у Сорбонні.

## Біографія
Народився 10 вересня 1854 року в Ламастрі. За дорученням французького уряду у 1877—79 роках вивчав способи викладання історії в німецьких університетах. 
У 1882 році опублікував дослідження "Феодальний режим у Бургундії до 1360" ("La Régime féodal en Bourgogne jusqu'en 1360"), згодом ряд праць з історії давніх цивілізацій ("Histoire de la civilisation", P., 1884-86; "Histoire des peuples de l'Orient. Histoire grecque. Histoire romaine", 1890). В подальшому вивчав нову історію Європи. У 1897 році видав "Політичну історію сучасної Європи" ("Histoire politique de l'Europe contemporaine. Evolution des partis et des formes politiques. 1814-1896", nouv. éd., v. 1-2, P., 1924-26), у 1921 - "Падіння імперії і встановлення третьої Республіки" ("Le déclin de l'Empire et l'établissement de la III-e République. 1859-1875" (E. Lavisse, Histoire de France, v. 7)), в 1933 році оглядову працю "Відверта історія французької нації" ("Histoire sincere de la nation française"). Йому належать ряд праць з історії міжнародних відносин в новий час, по методології історії, написані з позиції позитивізму, з питань історичної освіти.  Історію Сеньобос розглядав не як науку, а як особливий процес пізнання. У своїх історичних творах Сеньобос основну увагу приділяв політичній історії, головним чином парламентської.
У 1913 році написав вступну статтю про Україну "Одна поневолена нація" надруковану в одному з номерів журналу "Аннали національностей" редактором якого був Жан Пелісьє. У цьому номері "Анналів" було опубліковано також статті Михайла Грушевського "Коротка історія України", "Історичний перегляд української літератури", матеріали Сергія Єфремова, Миколи Вороного, Ольги Косач, Лонгина Цегельського. Іван Франко переклав розділ "Сучасна Англія. Нарис розвою її політичного життя 1814 - 1896 рр." із книги Сеньобо "Політична історія сучасної Європи (1814 - 1896)".

## Автор праць
- "Histoire de la civilisation depuis les tempe préhistoriques jusqu'à nos jours" (1884–1886)
- "Scènes et épisodes de l'histoire nationale" (1890)
- "Одна поневолена нація" (1913)
- "Політична історія сучасної Європи", (1814–1896)
- "Введение в изучение истории" (СПб., 1899); у співавторстві з Ланглуа.